# Brigades européennes
Les Brigades européennes étaient un projet de l'organisation nationaliste-révolutionnaire paneuropéenne Jeune Europe, consistant à jeter les bases d'une « armée de libération nationale-européenne ». Ces brigades auraient dû être constituées, s'organiser, se développer et s'entraîner dans des « poumons extérieurs », situés dans des États révolutionnaires du Tiers-monde.
Plus particulièrement, le projet devait s'appuyer sur les nationalistes arabes, en apportant un soutien militaire au combat palestinien. Les Brigades, après s'être aguerries sur le terrain proche-oriental, auraient dû être transférées en Europe, une fois les conditions nécessaires réunies.

## Genèse du projet
Le projet de créer une « armée de guérilla européenne » naît au sein de l'organisation trans-européenne Jeune Europe 1962-1969). Le mouvement considère que l'Europe est un continent vassalisé par les deux superpuissances américaine et soviétique, et qu'il doit s'en libérer. Si Jeune Europe est au départ très marqué par l'anticommunisme, son antiaméricanisme devient de plus en plus virulent.

## Antiaméricanisme et tiers-mondisme
Jeune Europe et sa revue La Nation européenne deviennent les porte-étendards de l’antiaméricanisme à l'échelle mondiale. Son fondateur, Jean Thiriart, préconise désormais une « sainte alliance tactique » de toutes les forces anti-américaines. Le leader de Jeune Europe déclare en 1967 que « il est d’une évidence aveuglante que la lutte anti-américaine doit s’inscrire dans le cadre d’une coalition mondiale de style « front des nationalismes » : nationalismes arabe, cubain, chinois et européen » et que « dans le cadre de cette lutte quadricontinentale, Castro, en petit, et Mao, en grand, sont actuellement des hommes qui affaiblissent les États-Unis. Ce n’est, simultanément, pas l’armée chinoise ou l’armée cubaine qui occupent Francfort ou qui souillent la Belgique, c’est l’armée des États-Unis. Nos occupants sont les américains. Les ennemis de nos ennemis ne sont pas nos amis, certes, mais ils sont nos alliés du moment ».
Jean Thiriart, qui en 1940 était associé aux Amis du grand Reich Allemand, un groupe composé d'anciens militants d'extrême gauche qui soutenaient le collaborationnisme avec le Troisième Reich, Thiriart ayant lui-même servi dans la Waffen SS, envisage sérieusement l’hypothèse d'une insurrection armée anti-américaine en Europe. Il pense donc constituer des « Brigades européennes », un appareil politico-militaire, qu'il verrait s'entraîner avec l'appui d'un pays nationaliste du tiers-monde. C'est dans cet esprit que, en été 1966 et par l'intermédiaire de Nicolae Ceaușescu, Thiriart rencontre Zhou Enlaï à Bucarest, pendant que d'autre cadres visitent la Bulgarie, la Yougoslavie et la Roumanie.
Les retombées directes seront nulles, car les Chinois ne croient pas à la lutte armée en Europe. En revanche, les retombées politiques sont énormes pour Jeune Europe. Désormais, le tiers-mondisme de Jeune Europe est mondialement reconnu et « officialisé » par la Chine maoïste. C'est ainsi que, malgré le passé encore récent de soutien l'OAS, la presse de Jeune Europe va pouvoir publier des entretiens exclusifs avec des personnalités comme Juan Peron, alors en exil en Espagne franquiste et qui déclare « partager toutes les idées de Jeune Europe », Ahmed Choukairy, fondateur et président de l'OLP, qui donne sa « bénédiction à Jeune Europe », Tran Hoai Nam, chef de la mission du Vietcong à Alger, Cherif Belkacem, coordinateur du secrétariat exécutif du FLN algérien, le philosophe algérien Malek Bennabi, L'organisation entretient des rapports de plus en plus réguliers avec les gouvernements nationalistes arabes (Irak, Algérie, Égypte). Des rapprochements ont lieu aussi avec l'extrême-gauche pro-chinoise, comme avec Gérard Bulliard, dirigeant du Parti communiste de Suisse, qui accorde un long entretien à La Nation européenne.
Thiriart prend également contact avec Gamal Abdel Nasser à qui il rend visite en 1968.
Jeune Europe compte parmi les premiers soutiens notoires de la jeune résistance palestinienne. Thiriart écrit, dans La Nation européenne, que « la liquidation des États-Unis en Méditerranée passe bien sûr par la liquidation totale de l’État d’Israël ». 

## Thiriart au Moyen-Orient
En août et en septembre 1968, Jean Thiriart entame une tournée diplomatique à travers le Moyen-Orient. Les voyages ont été préparés par Gérard Bordes, qui a d'abord essuyé un refus de la part de l'Algérie. Thiriart est reçu par le gouvernement irakien. Puis, il se rend au Caire. Il y est reçu par des membres du gouvernement égyptien, et assiste en tant qu’observateur agréé au Congrès national de l'Union socialiste arabe. Il rencontre des dirigeants de l'OLP. Il est interviewé par de nombreux organes de presse de la région. Le projet des Brigades européennes semble prendre forme : en mariant l'argent arabe avec les compétences européennes, les volontaires européens pourraient commencer bientôt à mener des actions militaires contre Israël, puis, à l'occasion des prémices d'une crise politique, ils seraient transférés sur un théâtre d'opération en Europe.
Pourtant, au cours de sa tournée moyen-orientale, Thiriart a été très bien reçu, mais n'a rien obtenu de concret. Les Brigades européennes ne verront jamais le jour. Cette déception, aggravée par le manque de moyens financiers, a raison de Thiriart qui dissout le mouvement en février 1969. 

## Roger Coudroy, le décès d'un nationaliste européen en Palestine
Si le projet d'armée de guérilla imaginée par Thiriart disparaît, un militant de Jeune Europe, Roger Coudroy, s'engagera de lui-même dans l'organisation palestinienne du Fatah.
Il meurt le 3 juin 1968 en Palestine au cours d'un affrontement avec l'Armée israélienne. Il était partisan de l'idéologie nationaliste révolutionnaire, une idéologie prônant le Nationalisme, avec une vision socialiste de la société, et ayant une forte sympathie pour le Nationalisme arabe.